# رین آئوکی
رین آئوکی (انگلیسی: Rin Aoki؛ زاده ۲۸ فوریهٔ ۱۹۸۵) یک بازیگر پورنوگرافی اهل ژاپن است.